# Willy Schröder
Pour les articles homonymes, voir Wilhelm Schröder.
Wilhelm Schröder, dit Willy Schröder, né le 7 mars 1912 à Magdebourg et mort le 28 septembre 1990 à Gersfeld (Rhön), est un athlète allemand spécialiste du lancer du disque. Il mesurait 1,84 m pour 87 kg. Il a été le premier athlète allemand à détenir le record du monde du lancer du disque avec 53,10 mètres, réalisé à Magdebourg le 28 avril 1935.

## Biographie

### Palmarès
| Date | Compétition           | Lieu   | Résultat | Performance |
| ---- | --------------------- | ------ | -------- | ----------- |
| 1936 | Jeux olympiques d'été | Berlin | 5e       | 47,93 m     |
| 1938 | Championnats d'Europe | Paris  | 1re      | 49,70 m     |

### Records
| Épreuve          | Performance | Lieu       | Date          |
| ---------------- | ----------- | ---------- | ------------- |
| Lancer du disque | 53,10 m     | Magdebourg | 28 avril 1935 |